# 東京都交通局6500形電車 (軌道)
東京都交通局6500形電車（とうきょうとこうつうきょく6500がたでんしゃ）は、1954年（昭和29年）に製造された東京都交通局の路面電車。

## 概要
当初は6000形の最終番号車である6291として製造された。しかし、車体形状や電装品など搭載機器が6000形とは大きく異なる為、新たに6500形と区分された。開発・製造されたのがただ1輌のみという、特異な車輌である。当初はトレーラーを牽引する連結車として運用される予定であった。しかし、信号の通過時間などの理由から牽引・連結車としての運用は取り止めとなった。更に、5500形5501の工期の遅れに伴い新たに製造された5502に機器を転用されたため、元々製造が遅れていた車体と新たに製造された機器を搭載するまでに当初の予定より大幅に遅れて登場した。
5500形と同様に特殊な機構の車輌であったため、芝浦にあった工場に近い三田車庫に運用終了まで所属し、また都電1系統（上野駅-銀座-品川駅）以外の路線に入線することは少なかった（1系統以外では2・37系統に使用されたのみである）。1967年12月、第1次都電本格撤去によって1系統が廃止されたため同時に廃車された。その後解体され、現存していない。